# Insara sinaloae
Insara sinaloae är en insektsart som beskrevs av Morgan Hebard 1925. Insara sinaloae ingår i släktet Insara och familjen vårtbitare. Inga underarter finns listade i Catalogue of Life.